# Luna (sångare)
Park Sun-young (hangul: 박선영), mer känd under artistnamnet Luna (hangul: 루나), född 12 augusti 1993 i Seoul, är en sydkoreansk sångerska, skådespelare och TV-personlighet.
Hon har varit medlem i den sydkoreanska tjejgruppen f(x) sedan gruppen debuterade 2009. Luna släppte sitt solo-debutalbum Free Somebody den 31 maj 2016.

## Diskografi

### Album
| Albuminformation                               | Topplacering          |
| Albuminformation                               | Sydkorea (Gaon Chart) |
| ---------------------------------------------- | --------------------- |
| Free Somebody (EP-skiva) - Släppt: 31 maj 2016 | 5                     |

### Singlar
| År                    | Titel                                                                                   | Topplacering          |
| År                    | Titel                                                                                   | Sydkorea (Gaon Chart) |
| Solo                  | Solo                                                                                    | Solo                  |
| --------------------- | --------------------------------------------------------------------------------------- | --------------------- |
| 2015                  | "Don't Cry for Me"                                                                      | —                     |
| 2016                  | "Free Somebody"                                                                         | 57                    |
| Samarbete & medverkan |                                                                                         |                       |
| 2009                  | "Get Down" (av SHINee)                                                                  | —                     |
| 2014                  | "Ten Years" (av Super Junior-D&E)                                                       | —                     |
| 2014                  | "Dream Drive" (av Play the Siren)                                                       | —                     |
| 2016                  | "Wave" (med R3hab, Amber & Xavi&Gi)                                                     | —                     |
| 2016                  | "Heartbeat" (med Amber ft. Ferry Corsten & Kago Pengchi)                                | —                     |
| 2016                  | "It's You" (med Shin Yong-jae)                                                          | 95                    |
| 2016                  | "Sound of Your Heart" (med Lee Dong-woo, Yesung, Sunny, Seulgi, Wendy, Taeil & Doyoung) | —                     |
| 2016                  | "It Was Love" (av Zico)                                                                 | 5                     |
| 2017                  | "Tell Me It's Okay" (med Junhyung)                                                      | —                     |
| 2017                  | "Honey Bee" (med Hani & Solar)                                                          | 38                    |

### Soundtrack
| År   | Titel                                    | Topplacering          | Serie                     |
| År   | Titel                                    | Sydkorea (Gaon Chart) | Serie                     |
| ---- | ---------------------------------------- | --------------------- | ------------------------- |
| 2009 | "Hard but Easy" (med Krystal)            | —                     | Invincible Lee Pyung Kang |
| 2010 | "Spread its Wings" (med Krystal & Amber) | —                     | Master of Study           |
| 2010 | "Calling Out" (med Krystal)              | —                     | Cinderella's Sister       |
| 2010 | "Beautiful Day"                          | —                     | Please Marry Me           |
| 2010 | "And I Love You" (med Yesung)            | —                     | President                 |
| 2012 | "It's Me" (med Sunny)                    | 25                    | To the Beautiful You      |
| 2012 | "It's Okay"                              | —                     | Cheongdam-dong Alice      |
| 2015 | "Healing Love" (med LU:KUSS)             | —                     | Kill Me, Heal Me          |
| 2015 | "Only You"                               | —                     | The Merchant: Gaekju 2015 |

## Filmografi

### Film
| År   | Titel                      | Roll   |
| ---- | -------------------------- | ------ |
| 2011 | The Lightning Man's Secret | Han-na |

### TV-drama
| År   | Titel                    | Kanal     | Roll         |
| ---- | ------------------------ | --------- | ------------ |
| 2011 | Saving Mrs. Go Bong-shil | TV Chosun | Seo In-young |
| 2015 | Jumping Girl             | webbdrama | Nam Sang-ah  |